# San Nicolás Plan de Ayutla
San Nicolás Plan de Ayutla es una localidad del estado mexicano de Chiapas. Es parte del municipio de Montecristo de Guerrero.

## Toponimia
El nombre «San Nicolás» hace referencia al santo patrono de la localidad: Nicolás de Bari. El nombre «Plan de Ayutla» refiere al Plan de Ayutla, manifiesto político de 1854 que dio fin a la dictadura de Antonio López de Santa Anna.

## Demografía
| Gráfica de evolución demográfica |
|                                  |

| Censo | Población |
| ----- | --------- |
| 1980  | 184       |
| 1990  | 452       |
| 2000  | 521       |
| 2010  | 761       |
| 2020  | 1 032     |